# مول الليمة (الديس)
'

تعديل مصدري - تعديل

مول الليمة هي إحدى قرى عزلة الديس بمديرية الديس التابعة لمحافظة حضرموت، بلغ تعداد سكانها 304 نسمة حسب تعداد اليمن لعام 2004.